# ICloud
iCloud este un serviciu de cloud  lansat de  Apple Inc. în 12 octombrie 2011. Din anul 2013 serviciul are 320 de milioare de utilizatori. 
Serviciul permite utilizatorilor să stocheze date precum muzica și aplicațiile iOS pe servere aflate la distanță, de unde pot fi descărcate pe mai multe dispozitive, cum ar fi dispozitivele bazate pe sistemele de operare iOS 5, sau versiuni mai noi , dar și pe calculatoare personale care rulează sistemul de operare Mac OS X Lion, sau versiuni mai noi. iCloud înlocuiește serviciul MobileMe. Acest serviciu permite utilizatorilor să își salveze datele de pe dispozitivele care rulează iOS direct pe iCloud, în loc să folosească manual programul iTunes.
Serviciul iCloud reprezintă realizarea stocării in cloud a datelor, accesarea datelor fiind posibila de pe sistemul de operare IOS (începând cu versiunea 5.0), OS X (din versia Lion) sau Windows. (din versia Vista) prin intermediul Internetului folosind identificatorul universal Apple ID, pe care il are fiecare cumpărător iTune Store. Fiecărui utilizator i se ofera 5 GB de spatiu de stocare pentru  salvarea emailurilor, documentelor si copiilor de rezerva and rolled out worldwide on January 23, 2023..
De asemenea, serviciul oferă posibilitatea sincronizării automate cu biblioteca media din iTunes, permițând utilizatorilor să stocheze muzică, cărți și aplicații cu ajutorul iCloud. Compozițiile muzicale vor fi scanate în biblioteca de pe dispozitivele dvs. și, pe baza coincidențelor găsite în cele 18 milioane de melodii disponibile în magazinul iTunes Store, prin intermediul serviciului iTunes Match, ele vor fi transferate în contul dvs. Utilizarea iTunes Match costă 24,99 de dolari pe an. Începând cu data de 4 decembrie 2012, odată cu lansarea iTunes Store în Rusia (și în alte 52 de țări din lume), serviciul iTunes Match este disponibil și utilizatorilor ruși, cu o taxă anuală de 799 de ruble. App Store și iBookstore permit utilizatorilor să descarce aplicații și cărți achiziționate pe toate dispozitivele lor, fără a fi limitați la dispozitivul de pe care au făcut achiziția. Apple a adăugat funcția de a vizualiza istoricul achizițiilor și de a descărca aplicații sau cărți de acolo pe oricare dintre dispozitivele utilizatorilor care rulează sistemul de operare Apple iOS.

## E-mailul
iCloud oferă posibilitatea de a trimite și primi mesaje de e-mail. De la lansarea sa, utilizatorilor li s-au oferit adrese de e-mail @me.com (aceeași domeniu folosit și pentru MobileMe începând cu anul 2008). Din data de 19 septembrie 2012, iCloud oferă adrese de e-mail @icloud.com. Utilizatorii care s-au înregistrat în iCloud înainte de această dată (și foștii abonați MobileMe) pot folosi ambele adrese. Utilizatorii Macintosh care au migrat de la MobileMe la iCloud pot folosi toate cele trei adrese: @mac.com, @me.com и @icloud.com.
În plus față de aplicațiile Apple pentru OS X și iOS, utilizatorii pot accesa mesajele lor prin intermediul unui navigator web și prin protocoalele standard IMAP și SMTP (de exemplu, în Microsoft Outlook).

## Programe alternative
- 4shared.com
- AltDrive
- Bitcasa
- Box
- CloudMe
- Copy.com
- cloud.mail.ru
- Cubby
- Dropbox
- Droplr
- EnduraData
- Google Drive
- hubic.com
- Mega
- mediafire.com
- shared.com
- SkyDrive
- SparkleShare
- SpiderOak
- Surdoc
- SugarSync
- Syncplicity - EMC Corporation
- TeamDrive
- Tresorit
- Ubuntu One
- Yandex Disk